# Ömər Sultanov
Ömər Sultanov es un joven cantante de Azerbaiyán.
Ömər nació en Bakú, capital de Azerbaiyán. A los siete años empezó a interesarse por la música y dio clases de formación vocal durante tres años.
En 2012 fue seleccionado por la televisión Íctimai para representar a Azerbaiyán junto a Suada Ələkbərova en el Festival de la Canción de Eurovisión Junior 2012 con la canción «Girls and Boys», compuesta por Jessica Appla.